# 監査法人FRIQ
監査法人FRIQ（かんさほうじんフリック、英文名称：FRIQ Audit Corporation）は、日本における中小監査法人である。
PwCアドバイザリー合同会社、有限責任監査法人トーマツ出身の公認会計士である外山 千加良により2021年1月に創業された。

## 概要
- 所在地 - 東京都千代田区神田紺屋町15番地 グランファースト神田紺屋町7階
- 人員 - 社員11名、所属公認会計士18名、その他の監査実施者17名（2024年12月27日現在）[3]

- クライアント数 - 57社、うち金商法監査12社（2025年7月31日現在）[3][4]

## 沿革
- 2021年1月 -  監査法人FRIQ設立[2][3]
- 2021年7月 -  準登録事務所名簿への登録
- 2021年10月 -  仙台オフィス開設
- 2023年1月 -  大阪オフィス開設。上場会社監査事務所名簿（旧制度）への登録
- 2023年4月 -  改正公認会計士法の附則第3条第3項の規定によるみなし登録事務所
- 2024年1月 -  福岡オフィス開設
- 2024年8月 -  上場会社等監査人名簿への登録

## 主なクライアント
有価証券報告書より、最近の監査報酬上位10社を以下に示す。
| 順位 | 会社名                           | 2024年度監査報酬 | 前身所属ならびに監査継続期間 |
| ---- | -------------------------------- | ---------------- | ---------------------------- |
| 1    | 株式会社ディスラプターズ         | 4,400万円        | EY新日本（2015～2024）       |
| 2    | 株式会社エフ・コード             | 4,200万円        | EY新日本（2019～2022）       |
| 3    | スローガン株式会社               | 2,900万円        | EY新日本（2019～2022）       |
| 4    | 横浜丸魚株式会社                 | 2,500万円        | トーマツ（2009～2023）       |
| 5    | サインポスト株式会社             | 2,500万円        | あずさ（2011～2023）         |
| 6    | CRGホールディングス株式会社      | 2,500万円        | あずさ（2018～2022）         |
| 7    | 工藤建設株式会社                 | 2,400万円        | 清陽（2019～2021）           |
| 8    | 株式会社ポプラ                   | 2,200万円        | 優成/太陽（2012～2023）      |
| 9    | 株式会社クリップコーポレーション | 2,000万円        | トーマツ（1995～2022）       |
| 10   | 株式会社アズパートナーズ         | 1,900万円        | FRIQ（2024～）               |